# Järnafestivalen
Järnafestivalen är en musik- dans- konst- och familjefestival i Ytterjärna. Festivalen brukar äga rum en vecka i slutet av juni eller början av juli. Under 2011 har den dock uppehåll enligt officiell site (se nedan). 
Genom att själv välja ut två workshopar man vill delta i bygger man på så sätt sin egen festival på Järnafestivalen. Morgnarna består av föredrag och kvällarna av föreställningar med artister. Barnen har sin alldeles egna barnfestival.

## Historia
Järnafestivalen genomfördes för första gången år 1995. Den skapades av Peter de Voto, konstnärlig ledare för Kulturhuset i Ytterjärna och  Mats Zetterqvist, violinist. 

### Idé
Tanken var att låta människor själva få skapa genom olika workshopar. Alla ska kunna skapa på Järnafestivalen. Oavsett förkunskaper. Genom att låta deltagarna få fördjupade kulturupplevelser och erfarenheter inom området ska de sedan kunna gå med öppnare sinnen på konserter, utställningar och föreställningar.

## Festivalområde
Järnafestivalen håller till i och på området kring Kulturhuset i Ytterjärna. Förutom det prisbelönta kulturhuset finns ekologiska och biodynamiska åkrar, gårdar och trädgårdar. Reningsdammar i Seminarieträdgården och rosenträdgård. Annorlunda arkitektur ritad av Erik Asmussen. Biodynamisk, ekologisk och närodlad lunch i Ytterjärna Restaurang och Järna Café.

## Barnfestival
Samtidigt som föräldrarna är i olika workshopar har barnen sin egen festival. Exempel på vad de kan göra är: cirkusskola med Cirkus Cirkör, biodynamiska bondgårdsbesök, fotboll, målning, dans, lek.

## Workshopar
Exempel på workshopar Järnafestivalen 2009:
- Modern dans, Dans
- Eurytmi
- Musikimprovisation
- Smide
- Målning
- Mindfulness
- Sömnad och textil
- Meditation
- Tango
- Drama
- Trädgård och blomsterarrangemang

## Evenemang
Ett urval av artister som uppträtt på Järnafestivalen: Cirkus Cirkör, Barbara Hendricks, Tommy Körberg, Roland Pöntinen, Joakim Milder, Svante Henryson, Virpi Pahkinen, Svenska Blåsarsymfonikerna.